# Мониезиоз
Мониезио́з (лат. Monieziosis) — гельминтоз из группы цестодозов, вызываемый представителями рода Moniezia, которые во взрослом состоянии паразитируют в тонком кишечнике парнокопытных (преимущественно жвачных). Промежуточный хозяин — мелкие почвенные клещи из отряда панцирных клещей. Мониезиоз наносят огромный ущерб животноводческим хозяйствам.
Название гельминтоза образовано от названия рода цестод Moniezia, а последнее дано в честь французского гельминтолога Р. Л. Монье. Род Moniezia включает 4 ныне известных вида: M. expansa, M. benedeni, M. autumnalis и M. baeri.

## Этиология
Мониезии относятся к семейству аноплоцефалид (Anoplocephalidae) отряда циклофиллид. Это — крупные цестоды, длина стробилы (сегментированного тела) которых достигает нескольких метров (до 10 м у Moniezia expansa и до 4 м у Moniezia benedeni). Наибольшая ширины проглоттиды (членика) мониезий составляет 2,5 см у Moniezia expansa и 1,6 см у Moniezia benedeni.
Как у всех представителей аноплоцефалид (Anoplocephalidae), сколексы (головки) мониезий невооружены  и имеют только четыре присоски; длина сколекса — от 0,3 до 0,8 мм. Хоботок и крючья отсутствуют. Другой их особенностью является наличие межпроглоттидных желёз, располагающихся по переднему краю каждой проглоттиды. Яйца мониезий — округлые, гладкостенные.

## Клиника
При незначительной инвазированности мониезиоз клинически проявляется слабо, интенсивное заражение, наоборот, сопровождается довольно тяжёлым переболеванием и нередко заканчивается гибелью животных. У больных ягнят и телят при пониженном аппетите и усиленной жажде развивается понос, к фекалиям примешиваются членики или фрагменты стробил мониезий. Животные часто ложатся и с трудом встают, слизистые оболочки анемичны, лимфатические узлы увеличены.

## Жизненный цикл паразита
Во внешнюю среду вместе с фекалиями больных парнокопытных выделяются яйца мониезий и половозрелые проглоттиды, наполненные яйцами. Внутри яйца находится зародыш — онкосфера, снабжённый шестью крючочками. Яйца заглатывают промежуточные хозяева — панцирные клещи (несколько десятков видов, наибольшую роль в качестве переносчиков мониезиоза играют виды Scheloribates laevigatus, Scheloribates latipes и Galumna obvius). В организме переносчика онкосфера выходит из яйца, и гельминт развивается до стадии цистицеркоида; парнокопытное заражается, проглатывая клеща вместе с травой.

## Патогенез
Наибольшее ветеринарное значение имеют два вида: Moniezia expansa и Moniezia benedeni. Оба являются паразитами тонкого кишечника многих травоядных животных: полорогих, оленевых, верблюдовых. Из домашних животных эти цестоды регистрируются у мелкого и крупного рогатого скота (овцы, козы, коровы, буйволы), а также у верблюдов и северного оленя. От момента заражения до появления явных симптомов заболевания (анемия, диарея, потеря веса, в тяжёлых случаях — кахексия) у парнокопытных обычно проходит от 30 до 52 дней, само заболевание длится от 3 до 8 месяцев. Встречаются также нервная (сопровождаемая нарушением координации движений, запрокидыванием головы за спину, манежными движениями, залёживанием) и обтурационная (внезапные колики с резким падением на землю, прижимание головы к животу, кружение на месте) формы заболевания.
Отмечались случаи паразитирования цестод вида Moniezia expansa и в кишечнике свиней. Зарегистрированы единичные случаи заражения человека при случайном проглатывании инвазированных клещей; заболевание проявлялось сильными болями в животе, похудением.
Иногда мониезиоз приводит к массовой гибели животных (особенно молодняка), однако довольно часто заболевание протекает без выраженных симптомов. Тем не менее и в случае хронического течения мониезиоза переболевшие животные, отстают в росте и развитии, их мясная и шёрстная продуктивность понижена.

## Лечение
Для лечения больных животных обычно используют никлозамид, празиквантел и альбендазол, а также комбинацию празиквантела и левамизола.